# Zamlača
Zamlača es una localidad de Croacia en el municipio de Dvor, condado de Sisak-Moslavina.

## Geografía
Se encuentra a una altitud de 124 m s. n. m. a 94,5 km de la capital nacional, Zagreb.

## Demografía
En el censo 2011, el total de población de la localidad fue de 142 habitantes.